# Poko (Pringkuku)
Poko is een bestuurslaag in het regentschap Pacitan van de provincie Oost-Java, Indonesië. Poko telt 2004 inwoners (volkstelling 2010).